# LMBT-kronológia (2000-es évek)
Ez az oldal a leszbikus, meleg, biszexuális és transznemű (LMBT) emberek jogainak történetében bekövetkezett fontosabb eseményeket tartalmazza.
« korábbi események

## 2000
- 2000 – Skócia hatályon kívül helyezi a homoszexualitás propagálást tiltó ún. 2A záradékot.
- 2000 – Az Egyesült Királyság azonos beleegyezési korhatárt ír elő az azonos és különböző neműek közti szexuális kapcsolatok esetében.
- 2000 – A német törvényhozás (Bundestag) hivatalosan is elnézést kér a melegek és leszbikus náci rendszer alatti üldözéséért.
- 2000 – Vermont állam az Egyesült Államokban elsőként bevezeti a regisztrált partnerkapcsolat intézményét.
- 2000 – Izrael a bevándorlási szabályok tekintetében elismeri az izraeli lakosok külföldi azonos nemű partnerét.

## 2001
- 2001 – Hollandia a világon elsőként engedélyezi az azonos neműek házasságát.
- 2001 – Romániában törlik a büntetőtörvénykönyvből azt a cikkelyt, amely öt évig terjedő börtönnel sújtotta a „nyilvánosság előtt mutatkozó, botrányt okozó” homoszexuális párokat.[1]

## 2002
- 2002 – Zürich házassághoz hasonló jogokat biztosít az azonos nemű pároknak.

## 2003
- 2003 – Az Egyesült Királyság hatályon kívül helyezi a "homoszexuális propagandát" tiltó ún. 28-as szakaszt.
- 2003 – Az Egyesült Államok Legfelsőbb Bírósága a Lawrence v. Texas ügyben alkotmányellenesnek nyilvánítja az azonos neműek közötti szexuális kapcsolatot büntetőjogilag szankcionáló, az ún. szodómiát büntető törvényeket.
- 2003 – Kanada néhány tartománya és Belgium megnyitja a házasságot az azonos nemű párok számára.
- 2003 – A német Alkotmánybíróság jóváhagyja az azonos nemű párok számára a házassághoz hasonló intézményt bevezető törvényt.
- 2003 – Massachusetts állam legfelsőbb bírósága a Goodridge v. Department of Public Health ügyben alkotmányellenesnek nyilvánította az azonos neműek kizárását a házasság jogintézményéből és felszólította az állam törvényhozását, hogy 180 napon belül orvosolja az alkotmányellenes helyzetet.

## 2004
- 2004 – Az állami törvényhozás kérésére Massachusetts állam legfelsőbb bírósága egyértelművé tette, hogy a törvényhozó csak és kizárólag a házasság jogintézményének azonos nemű párok előtti megnyitásával tesz eleget az alkotmányellenes helyzet felszámolására vonatkozó kötelezettségének, még egy, a házassággal teljesen azonos jogokat biztosító élettársi viszony (civil union) is diszkriminációnak minősül, amely a meleg állampolgárokat másodrendű polgárokként kezelné. 2004. május 17-e óta az azonos nemű párok házasságot köthetnek Massachusetts államban.
- 2004 – A novemberi amerikai választások alkalmával 11 államban népszavazást tartanak, mindenütt a melegházasságok hívei kerülnek kisebbségbe.
- 2004 – Brazíliában elsőként Rio Grande do Sul-ban vezetik be a regisztrált partnerkapcsolat intézményét.
- 2004 – New Jersey törvényt fogad el az azonos nemű párokról.
- 2004 – Ausztrália betiltja az azonos neműek házasságát.
- 2004 – Új-Zéland bevezeti a regisztrált partnerkapcsolat intézményét.

## 2005
- 2005 – Kanada és Spanyolország – előbbi a Civil Marriage Act elfogadásával, utóbbi a spanyol polgári törvénykönyv (Código civil) módosításával – megnyitja a házasság jogintézményét az azonos nemű párok előtt. (Kanada legtöbb tartománya már 2003 vagy 2004 óta lehetővé tette az azonos neműek közötti házasságot.)
- 2005 – Iránban kivégzik Mahmoud Asgarit és Ayaz Marhonizt, két meleg tizenévest.
- 2005 – Svájcban sikeres népszavazást tartanak az azonos nemű párok jogainak kiterjesztéséről.
- 2005 – A dél-afrikai Legfelsőbb Bíróság döntésében alkotmányellenesnek ítéli, hogy az azonos nemű párok nem házasodhatnak.
- 2005 – André Boisclair személyében elsőként választanak egy nyíltan meleg politikust egy jelentős észak-amerikai párt, a Parti Québécois, élére.
- 2005 – Az Egyesült Királyság bevezeti a regisztrált partnerkapcsolat intézményét.
- 2005 – Maine állam kiegészíti a létező diszkriminációt tiltó törvényét, így az már a szexuális orientáció és a nemi identitás alapján történő diszkriminációt is tiltja.
- 2005 – Szlovéniában elfogadják a regisztrált élettársi kapcsolatot lehetővé tévő törvényt.

## 2006
- 2006 – Az Európai Parlament – előbb januárban, majd júniusban – a homofóbiát elítélő és tagállamait az azonos nemű párok jogegyenlőségének megteremtésére felszólító – nem kötelező erejű – határozatot fogad el.
- 2006 – Illinois és Washington állam a szexuális orientáció alapján történő diszkriminációt tiltó a törvényt fogad el.
- 2006 – Csehországban elfogadják a regisztrált élettársi kapcsolatot lehetővé tevő törvényt.
- 2006 – Belgium kiterjeszti az örökbefogadás jogát az azonos nemű házastársakra is.
- 2006 – Az Egyesült Államok Szenátusában megbukik az a republikánus előterjesztés, amely arra irányult, hogy a szövetségi alkotmány kimondja, hogy házasságot csak egy férfi és egy nő köthet.
- 2006 – New York állam legfelsőbb bírósága 4-2 arányban úgy dönt, hogy nem alkotmányellenes a házasság intézményének a különböző nemű párokra való korlátozása. Ugyanazon a napon Georgia állam legfelsőbb bírósága úgy dönt, hogy jogszerű volt az a 2004-es népszavazás, amelynek alapján módosították a szövetségi állam alkotmányát, alkotmányos szintre emelve az azonos neműek házasságának tilalmát.

» későbbi események

## Fordítás
- Ez a szócikk részben vagy egészben  a   Timeline of LGBT history című angol Wikipédia-szócikk ezen változatának fordításán alapul.  Az eredeti cikk szerkesztőit annak laptörténete sorolja fel. Ez a jelzés csupán a megfogalmazás eredetét és a szerzői jogokat jelzi, nem szolgál a cikkben szereplő információk forrásmegjelöléseként.